# Turismo idiomático
El turismo idiomático es una modalidad de turismo cultural que tiene como atractivo y motivación el aprendizaje o perfeccionamiento de un idioma distinto al nativo en otro país.
Definido por la Organización Mundial del Turismo (1991) como: «las actividades que realizan las personas durante sus viajes y estancias en lugares distintos al de su entorno natural por un período de tiempo consecutivo inferior a un año, con el fin de hacer una inmersión lingüística en un idioma distinto al de su entorno natural»,en los últimos años, ha adquirido una gran relevancia y es una de las modalidades que está creciendo, en gran parte, por la necesidad creciente por el conocimiento y dominio de otras lenguas aunque también por su combinación con actividades lúdicas y turísticas.
Estudios realizados en España, en 2014, particularmente en la Universidad de la Laguna han revelado la creciente demanda de destinos turísticos por parte de la comunidad que desea aprender otro idioma.[cita requerida]
En 2014, un estudio realizado por investigadores mexicanos del Conacyt,  encabezados por el Dr. Jorge Viveros y el Mtro. José Ángel Bejarano Cortez,  expusieron  que, pese al alto índice delictivo, México es considerado como uno de los tres primeros destinos favoritos para los turistas estadounidenses, ingleses y franceses, solo por detrás de Chile y España.[cita requerida]
Este tipo de turismo despierta un alto interés por sus repercusiones económicas, ya que se combina con visitas a los atractivos culturales del país, el patrimonio sociocultural y el consumo de productos complementarios. El turista idiomático, además, es un buen prescriptor para difundir posteriormente las cualidades de un país, una región o una ciudad. Actualmente algunos países reformulan sus estrategias de atracción turística con el objetivo de dar respuesta y buena estadía al turismo mundial.[cita requerida]

## Características
El turismo idiomático se caracteriza principalmente por incluir un perfil de turista más joven que la media cuya estancia en el país de destino es mayor que la habitual.
Esta forma de turismo entra en la categoría del denominado Turismo educativo que en ocasiones se conjuga con otras actividades como deportivas, de aventura o ecológicas entre otras. 
El turismo idiomático ha pasado de ser una práctica que se concentraba principalmente en los meses de verano (junio-septiembre), a una práctica que se amplia a lo largo de todo el año. Normalmente se realiza durante un período de tiempo inferior a un año. El destino principal en los inicios de esta modalidad estaba relacionado con el idioma inglés y se daba principalmente en las islas británicas, pero ahora han aparecido gran cantidad de idiomas y destinos, entre los que destacan aquellos países con intereses turísticos de los idiomas con mayor expectativa de crecimiento, como inglés, español, chino, etc.